# Rhytidometopum megalopterum
Rhytidometopum megalopterum är en kackerlacksart som beskrevs av Morgan Hebard 1920. Rhytidometopum megalopterum ingår i släktet Rhytidometopum och familjen småkackerlackor.
Artens utbredningsområde är Panama. Inga underarter finns listade i Catalogue of Life.